# ريتشارد هاليبورتون
ريتشارد هاليبورتون Richard Halliburton (1900 – 1939) رحالة ومغامر وكاتب أميركي. اشتهر بأنه اجتاز قناة بنما سباحة ودفع أدنى أجر في تاريخ القناة وهو 36 سنتاً. وقد جلب له هذا شهرة واسعة.
أما أبرز مغامراته فهو أنه إبحاره بسفينة شراعية صينية اسمها بحر التنين، عبر المحيط الهادي من هونغ كونغ حتى جسر البوابة الذهبية في سان فرانسيسكو، وجعلته تلك الرحلة مغامرا أسطوريا.

## روابط خارجية
- ريتشارد هاليبورتون على موقع IMDb (الإنجليزية)
- ريتشارد هاليبورتون على موقع الموسوعة البريطانية (الإنجليزية)